# العلاقات الزيمبابوية السنغافورية
العلاقات الزيمبابوية السنغافورية هي العلاقات الثنائية التي تجمع بين زيمبابوي وسنغافورة.

## مقارنة بين البلدين
هذه مقارنة عامة ومرجعية للدولتين:
| وجه المقارنة                                              | زيمبابوي | سنغافورة                                                             |
| --------------------------------------------------------- | --- | -------------------------------------------------------------------- |
| المساحة (كم2)                                             | 390.76 ألف | 719                                                                  |
| عدد السكان (نسمة)                                         | 16.53 مليون | 5.89 مليون                                                           |
| الكثافة السكانية (ن./كم²)                                 | 42.3 | 819.19 ألف                                                           |
| العاصمة                                                   | هراري | سنغافورة                                                             |
| اللغة الرسمية                                             | لغة إنجليزية، اللغة الشونا، النديبيلية الشمالية ‏، لغة الشيشيوا، Barwe ‏، Kalanga language ‏، Tshwa language ‏، النداو ‏، اللغة التسونجا، لغة الإشارة الزيمبابوية ‏، اللغة السوتية، تونغا ‏، اللغة التسوانية، اللغة الفيندية، اللغة الكوسية | لغة إنجليزية، اللغة الملايو، اللغة الصينية القياسية، اللغة التاميلية |
| العملة                                                    | دولار أمريكي | دولار سنغافوري                                                       |
| الناتج المحلي الإجمالي (بليون دولار)                      | 17.85 مليار | 323.91 مليار                                                         |
| الناتج المحلي الإجمالي (تعادل القوة الشرائية) بليون دولار | 27.88 مليار | 472.59 مليار                                                         |
| الناتج المحلي الإجمالي الاسمي للفرد دولار أمريكي          | 924 | 52.89 ألف                                                            |
| الناتج المحلي الإجمالي للفرد دولار أمريكي                 | 1.79 ألف | 82.76 ألف                                                            |
| مؤشر التنمية البشرية                                      | 0.509 | 0.925                                                                |
| رمز المكالمات الدولي                                      | +263 | +65                                                                  |
| رمز الإنترنت                                              | .zw | .sg                                                                  |
| المنطقة الزمنية                                           | ت ع م+02:00 | ت ع م+08:00، توقيت سنغافورة المنسق ‏                                  |

## منظمات دولية مشتركة
يشترك البلدان في عضوية مجموعة من المنظمات الدولية، منها:
| علم المنظمة | اسم المنظمة                               | تاريخ انضمام زيمبابوي | تاريخ انضمام سنغافورة |
| ----------- | ----------------------------------------- | --------------------- | --------------------- |
|             | مؤسسة التنمية الدولية                     | 29 سبتمبر 1980        | 27 سبتمبر 2002        |
|             | الأمم المتحدة                             | 25 أغسطس 1980         | 21 سبتمبر 1965        |
|             | منظمة التجارة العالمية                    | ?                     | ?                     |
|             | منظمة الشرطة الجنائية الدولية             | ?                     | ?                     |
|             | المركز الدولي لتسوية المنازعات الاستشارية | 19 يونيو 1994         | 13 نوفمبر 1968        |
|             | الاتحاد الدولي للاتصالات                  | 10 فبراير 1981        | 22 أكتوبر 1965        |
|             | البنك الدولي للإنشاء والتعمير             | 29 سبتمبر 1980        | 3 أغسطس 1966          |
|             | الاتحاد البريدي العالمي                   | ?                     | ?                     |
|             | منظمة حظر الأسلحة الكيميائية              | ?                     | ?                     |
|             | مؤسسة التمويل الدولية                     | 29 سبتمبر 1980        | 4 سبتمبر 1968         |
|             | وكالة ضمان الاستثمار متعدد الأطراف        | 10 أبريل 1992         | 24 فبراير 1998        |
|             | يونسكو                                    | 22 سبتمبر 1980        | 8 أكتوبر 2007         |

## وصلات خارجية
- موقع وزارة الخارجية الزيمبابوية
- موقع وزارة الخارجية السنغافورية